# Pelidnota fracida
Pelidnota fracida är en skalbaggsart som beskrevs av Bates 1904. Pelidnota fracida ingår i släktet Pelidnota och familjen Rutelidae. Inga underarter finns listade i Catalogue of Life.